# Поляков Микола Купріянович
Микола Купріянович Поляков (17 грудня 1929, Бірзула — 13 лютого 2009) — український військовий діяч, кандидат військових наук, професор, начальник Київського вищого інженерного радіотехнічного училища ППО імені маршала авіації О. І. Покришкіна, генерал-лейтенант.

## Біографія
Народився 17 грудня 1929 року в місті Бірзулі (нині Подільськ, Одеська область, Україна). У 1948 році закінчив спецшколу ВПС в Одесі. У 1951 році — Пушкінське радіотехнічне училище. З 1959 по 1963 рік навчався у військовій командній Академії ППО в місті Калініні. У 1976 році закінчив вищі академічні курси при Академії Генерального Штабу ЗС СРСР.
За роки служби в Збройних силах СРСР пройшов практично всі командні посади в системі військ ППО країни: начальника РЛС, командира радіолокаційної роти, радіолокаційного батальйону, радіотехнічного полку і бригади, начальника РТВ корпусу і окремої армії ППО.
З 1974 по 1979 рік обіймав пост начальника штабу радіотехнічних військ ППО країни. У 1979 році призначений начальником Київського вищого інженерного радіотехнічного училища ППО.
Нагороджений двома орденами, багатьма медалями, в тому числі іноземних держав, неодноразово обирався депутатом місцевих органів влади, в тому числі Київради.
В червні 1989 року за віком звільнений в запас. До 1990 року працював професором кафедри у Київському державному університеті імені Тараса Шевченка.
Помер 13 лютого 2009 року. Похований в Києві на Міському кладовищі «Берківцях».